# باب میروویتز
باب میروویتز (انگلیسی: Bob Meyrowitz) اهالی کسب‌وکار و مدیر اجرایی اهل ایالات متحده آمریکا است، که به‌عنوان یکی از بنیانگذاران سازمان یواف‌سی شناخته می‌شود.